# Dominik Mavra
Dominik Mavra (Zadar, Croàcia, 15 de juny de 1994) és un jugador de bàsquet croat. Amb una alçada de 1,94 m. la seva posició en la pista és la de base.

## Carrera esportiva
Es va formar a les categories inferiors del KK Zadar primer, i del KK Zagreb després, club amb el que va debutar a la lliga croata l'any 2012. Amb aquest club es va proclamar campió dos anys seguits del Nike International Junior Tournament. En gener de 2013 es converteix en jugador del KK Split fins al mes de desembre, quan signaria amb el KK Cibona, club al qual pertanyeria fins al 2016. A la temporada del seu debut a la Cibona va quedar subcampió de la lliga croata. La temporada 2015-16 jugaria cedit a l'MKS Dąbrowa Górnicza polonès, abans de canviar novament de lliga.
La temporada 2016-17 va jugar a l'actual Macedònia del Nord amb el Karpos Sokoli. Amb l'equip macedoni va guanyar la Copa amb una mitjana de 19,6 punts i 5,6 assistències per partit, el que li va valer per ser el jugador més valuós del torneig. En la lliga macedònia va aconseguir unes mitjanes de 9,2 punts i 3,7 assistències per partit, destacant en els llançaments de tres punts amb una mitjana de 41,1% d'encert.
Al juliol de 2017, arriba a la lliga ACB per mitjà del Club Joventut Badalona, signant un contracte d'una temporada. En el mes de novembre del mateix any va arribar a un acord amb el club badaloní per rescindir el contracte. En els dos mesos que hi va jugar va disputar 9 partits oficials entre la Lliga Endesa (5) i la fase prèvia de la Basketball Champions League (4). En el mateix mes de novembre fitxa pel MZT Skopje Aerodrom. Amb l'equip macedoni disputa la superlliga macedònia i la Lliga Adriàtica fins al mes de febrer, quan és fitxat pel Lietkabelis de la lliga lituana.

### Selecció croata
Amb la selecció de Croàcia va guanyar la medalla d'or amb les seleccions sub16 i sub18 en els Europeus de 2010 i 2012. També ha participat en el Mundial sub 19 de la República Txeca (2013) i el l'europeu sub20 celebrat a Grècia el 2014.